# Kirsty MacColl
Kirsty Anna MacColl (10 d'octubre de 1959 – 18 de desembre de 2000) fou una cantant i compositora britànica. Va gravar alguns èxits pop en les dècades de 1980 i de 1990, entre els quals "There's a Guy Works Down the Chip Shop Swears He's Elvis" i versions d'A New England de Billy Bragg i de Days dels Kinks. El seu primer senzill, "They Don't Know", va entrar en les llistes al cap d'alguns anys quan en va fer una versió la Tracey Ullman. MacColl també va cantar en algunes gravacions on feia de productor el qui llavors era el seu marit Steve Lillywhite, especialment "Fairytale of New York" de the Pogues. La seva mort l'any 2000 va engegar la campanya Justice for Kirsty.

## Primers anys
Kirsty MacColl va néixer a Croydon, Surrey (ara a South London), fill del cantant folk Ewan MacColl (1915–1989) i la ballarina Jean Newlove (1923–2017). El seu pare havia nascut a Anglaterra de pares escocesos. MacColl i el seu germà gran, Hamish MacColl, van créixer amb la mare a Croydon, i actuava a funcions teatrals de l'escola. Quan va néixer ella, el seu pare ja estava en una altra relació amb la cantant i compositora folk Peggy Seeger (germanastra de Pete Seeger) des de 1956 (una relació que continuaria fins a la seva mort el 1989), i ja hi tenia un altre fill.
Es va donar a conèixer quan Chiswick Records va publicar un EP del grup de punk local the Drug Addix amb la Kirsty fent els cors (The Drug Addix Make A Record) amb el pseudònim Mandy Doubt (1978). Els executius de Stiff Records no van quedar gaire impressionats amb el grup, però els va agradar ella i li van fer un contracte en solitari.

## Carrera
El seu primer senzill en solitari "They Don't Know", publicat el 1979, va arribar al número dos en la llista Music Week d'emissions per ràdio. Però una vaga de distribució va fer que les còpies del senzill no arribessin a les botigues i per aquest motiu no va poder entrar a la UK Singles Chart.
MacColl va gravar un altre senzill, "You Caught Me Out", però li va semblar que no tenia prou suport per part de Stiff Records, i va deixar la discogràfica poc abans que es publiqués la cançó. El senzill va ser retirat i només se'n coneixen algunes còpies de promoció d'"etiqueta blanca".
MacColl va signar per Polydor Records el 1981. Va aconseguir arribar al número 14 del Regne Unit amb "There's a Guy Works Down the Chip Shop Swears He's Elvis", extret del seu àlbum de debut Desperate Character, que va tenir crítiques entusiastes. El 1983, Polydor se la va treure de sobre justament quan acabava de gravar les cançons d'un segon àlbum (que s'havia de titular Real) que utilitzava més sintetitzadors i cançons d'estil new wave. Va tornar a Stiff, i no va tenir èxit amb senzills pop com ara "Terry" i "He's on the Beach", però una versió d'"A New England" de Billy Bragg el 1985 va arribar al número 7 de les llistes britàniques. A la cançó hi havia dues estrofes addicionals que li havia escrit Bragg expressament per a ella. A la mateixa època, MacColl va compondre i interpretar "London Girls", la sintonia per a una comèdia de situació del Channel 4 anomenada Dream Stuffing (1984), que no va tenir gaire recorregut.
Als Estats Units, MacColl era més coneguda com a compositora de "They Don't Know". La versió de la cançó que en va fer la Tracey Ullman va arribar al Top 10 de Billboard. En concret, va arribar al número 8 del Hot 100 americà l'abril de 1984 (i encara va funcionar millor al Regne Unit, arribant al número 2 el setembre de 1983). MacColl també feia veus en la versió, i fins i tot cantava el "Baay-byy" perquè Ullman no arribava a la nota. Es va utilitzar als crèdits de tancament de l'espectacle d'Ullman a l'HBO Tracey Takes On... el 1996. Ullman també va gravar tres cançons més de MacColl, "You Broke My Heart In 17 Places" i "You Caught Me Out", que van ser les cançons principals respectivament del seu primer i segon àlbum, i "Terry" que va sortir com a senzill el 1985.
El 1986, va fer els cors a la cançó dels Smiths "Ask". Kirsty també va cantar en el disc de 1984 dels Simple Minds, Sparkle in the Rain, a les cançons "Speed Your Love to Me" i "Street Hassle".
Quan Stiff Records va fer fallida el 1986, MacColl va quedar sense dret a fer cap gravació en solitari, perquè cap discogràfica no va comprar el seu contracte al liquidador judicial. No obstant, treballava regularment en feines de sessió com a vocalista, i sovint cantava a les gravacions on el seu marit, Steve Lillywhite, feia de productor o enginyer, com per exemple a l'àlbum Dirty Work dels Rolling Stones, amb Robert Plant, the Smiths, Alison Moyet, Shriekback, Simple Minds, Talking Heads, Big Country, Anni-Frid Lyngstad (ex-ABBA) i the Wonder Stuff, entre d'altres. Va sortir als vídeos de "Welcome to the Cheap Seats" dels Wonder Stuff i "(Nothing But) Flowers" dels Talking Heads (juntament amb el Johnny Marr, ex-membre dels Smiths). MacColl també va fer la seqüència de les cançons del disc que va catapultar la carrera d'U2, The Joshua Tree, per al qual Lillywhite va fer les mescles.
MacColl va tornar a les llistes britàniques el desembre de 1987, arribant al número 2 amb the Pogues a "Fairytale of New York", cantant un duet amb Shane MacGowan. Gràcies a això va acompanyar els Pogues a la seva gira britànica i europea de 1988, una experiència que va dir que l'havia ajudada a superar temporalment el seu pànic als escenaris. El març de 1989, MacColl va fer cors a l'EP Hallelujah dels Happy Mondays.
Quan es van resoldre els problemes amb el seu contracte, MacColl va tornar a gravar com a artista en solitari i va obtenir crítiques entusiastes quan va publicar l'àlbum Kite el 1989. Hi col·laboraven David Gilmour i Johnny Marr. Les lletres de MacColl parlaven de la vida a la Gran Bretanya de Margaret Thatcher i parlaven dels capricis de l'amor a Don't Come the Cowboy with Me Sonny Jim!". Encara que Kite contenia moltes composicions originals, la cançó que va tenir més èxit de l'àlbum va ser la versió de la cançó Days dels Kinks, que va arribar al número 20 del Regne Unit el juliol de 1989. A la versió en CD de Kite hi havia una pista addicional que era una versió de la cançó dels Smiths "You Just Haven't Earned It Yet, Baby".
En aquesta època, MacColl apareixia a la televisió britànica, a la comèdia de sketchos French and Saunders, com a ella mateixa, cantant cançons com "15 Minutes" i "Don't Come the Cowboy with Me Sonny Jim!" (de Kite), "Still Life" (la cara B del senzill "Days"), "Girls on Bikes" (una reinterpretació de la cara B "Am I Right?") i, amb el duo de comediants Raw Sex, l'èxit de Frank i Nancy Sinatra "Somethin' Stupid". Va continuar component i gravant, publicant l'àlbum Electric Landlady el 1991. El títol de l'àlbum va ser idea de Johnny Marr fent un joc de paraules amb l'àlbum de Jimi Hendrix Electric Ladyland. Aquí hi havia la seva cançó que va tenir més èxit als Estats Units, "Walking Down Madison", coescrita amb Marr i que va arribar al top 30 del Regne Unit. Malgrat l'èxit a les llistes americanes, Landlady no va ser un èxit per a Virgin Records i el 1992, quan es va vendre Virgin a EMI, van rescindir el contracte de MacColl.
MacColl va publicar Titanic Days, inspirat pel fracàs del seu matrimoni amb Lillywhite, el 1993, però ZTT Records havia acordat només publicar l'àlbum sense més compromisos i no li van voler fer un contracte. L'àlbum contenia "Soho Square", una composició original ambientada a Londres. Després de la mort de MacColl es va col·locar a Soho Square un banc en memòria seva amb una inscripció de la lletra de la cançó on els fans podien recordar-la. El 1995, va publicar dos nous senzills amb Virgin, "Caroline" i una versió del Perfect Day de Lou Reed (en duet amb Evan Dando dels Lemonheads), juntament amb la recopilació Galore.
Galore fou l'únic àlbum de MacColl que va arribar al top 10 de les llistes britàniques, però cap dels dos nous senzills, ni la reedició de "Days", no van arribar al Top 40. MacColl va trigar uns quants anys a tornar a gravar; la seva frustració amb el negoci musical va coincidir amb una llarga època de bloqueig creatiu. La mateixa Kirsty MacColl va admetre que s'havia plantejat abandonar la seva carrera musical i anar a Llatinoamèrica a fer de professora d'anglès.
El 1998, es va publicar l'àlbum What Do Pretty Girls Do?, amb sessions en directe de BBC Radio 1 (amb la col·laboració de Billy Bragg en dues cançons) que s'havien emès entre 1989 i 1995.
Després d'alguns viatges a Cuba i Brasil, MacColl va gravar el disc Tropical Brainstorm, inspirat pel gènere world music (especialment els sons cubans i llatinoamericans), que es va editar el 2000 amb èxit de crítica. Contenia la cançó "In These Shoes?", que va sonar a les ràdios americanes, en va fer una versió Bette Midler i va aparèixer a la sèrie de l'HBO Sex and the City. Després de la mort de MacColl fou adoptada per Catherine Tate com a sintonia per al seu programa de la BBC, i va entrar a la banda sonora de la pel·lícula Kinky Boots.
No obstant, malgrat l'èxit relatiu de Tropical Brainstorm, V2 Records havia rescindit el contracte de MacColl abans de la seva mort.

## Televisió
MacColl va aparèixer regularment a la tercera temporada del French and Saunders Show, un programa de comèdia de la BBC. Al contrari dels altres convidats, no sortia als sketchos, sinó que cantava cançons seves mentre interpretava com un vídeo musical. També va aparèixer de tant en tant als programes de Jools Holland, també a la BBC, cantant durant l'especial de cap d'any Hootenanny de 1995 una versió de "Miss Otis Regrets" amb la banda de gaites i timbals de la Guàrdia Irlandesa de l'exèrcit britànic.
MacColl va aparèixer a la fantasia musical de 1991 al Channel 4 The Ghosts of Oxford Street fent de la cortesana Kitty Fisher, interpretant "Fairytale of New York" amb Shane MacGowan en el paper de Duc de York.

## Mort
L'any 2000, després de participar en la presentació d'un programa de ràdio per a la BBC a Cuba, MacColl va anar de vacances a Cozumel, Mèxic, amb els seus fills i el seu xicot, el músic James Knight. El 18 de desembre de 2000, va anar amb els seus fills a fer submarinisme a l'escull Chankanaab, dins del Parc Nacional Marítim de Cozumel, en una àrea especial per a submarinisme on no podien entrar vaixells. Amb el grup hi havia un monitor de submarinisme veterà, Iván Díaz. Quan el grup tornava a la superfície després d'una immersió, una llanxa va entrar a tota velocitat a l'àrea restringida. MacColl va veure la barca abans que els seus fills. Louis, que llavors tenia 13 anys, no estava en el camí de la llanxa, però Jamie, de 15, sí. Va poder empènyer-lo enfora (va patir ferides de poca consideració al cap i les costelles), però la llanxa motora la va atropellar. MacColl va patir ferides greus al pit i al cap i va morir a l'acte. El cos de MacColl fou repatriat al Regne Unit i es va cremar després d'un funeral al districte de Kew.

### Conseqüències
La llanxa motora implicada en l'accident estava controlada per Guillermo González Nova, el multimilionari president de la cadena de supermercats Comercial Mexicana, que s'hi trobava a bord amb membres de la seva família. El propietari de la llanxa era Carlos González Nova, el germà de Guillermo i fundador de Comercial Mexicana. Un empleat de Guillermo González Nova, l'ajudant José Cen Yam, va declarar que conduïa la llanxa en el moment de l'incident. Es van trobar testimonis oculars que van dir que Cen Yam no conduïa i que la llanxa anava molt més ràpid que la velocitat d'un nus que González Nova havia dit.
Cen Yam va ser declarat culpable d'homicidi i el van sentenciar a dos anys i 10 mesos de presó. Segons la llei mexicana, se li va permetre pagar 1.034 pesos mexicans (uns 63 euros) en comptes de la sentència de presó. També se li va ordenar de pagar una indemnització de 2.150 dòlars a la família de MacColl, una quantitat que es va calcular a partir del seu sou. Gent que va dir que havia parlat amb Cen Yam després de la mort van dir que havia rebut diners per atribuir-se'n la culpa.

### CampanyaJustice for Kirsty
La família de MacColl va engegar la campanya Justice for Kirsty com a resposta a tot el que havia passat a l'entorn de la seva mort. Entre altres accions van fer:
- Els advocats de la família de MacColl i el grup van fer campanya perquè hi hagués una revisió judicial sobre la seva mort. Van mantenir-se en contacte constant amb el govern mexicà i van fer una petició a la Comissió Interamericana de Drets Humans.
- Els amics i família de MacColl van criticar el que percebien com a manca de cooperació per part de les autoritats mexicanes. El maig de 2006, Emilio Cortez Ramírez, un fiscal federal de Cozumel, va ser investigat per responsabilitat administrativa per la seva gestió del cas de MacColl.[24]
- El 2004, la BBC va emetre un documental d'Olivia Lichtenstein titulat Who Killed Kirsty MacColl? (Qui va matar Kirsty MacColl?)[25]
- El frontman d'U2 Bono, que era amic de MacColl, va parlar de l'incident durant un concert a Monterrey, Mèxic, el febrer de 2006. El govern mexicà va publicar un comunicat després del concert dient que actuaria en conseqüència.[26]

El 20 d'agost de 2009, Carlos González Nova, el germà de Guillermo González Nova, va morir als 92 anys de causes naturals. El desembre d'aquell any, el comitè de la campanya Justice for Kirsty va emetre una declaració per anunciar que s'acabava la campanya perquè "havia aconseguit la majoria dels seus objectius" i "era improbable que se'n poguessin aconseguir més". Els fons que quedaven a la campanya es van dividir entre dues organitzacions caritatives, Casa Alianza México i Cuba Music Solidarity, un gest que, segons el comunicat, "Kirsty hauria aprovat".

## Llegat
D'ençà de la mort de MacColl, Billy Bragg sempre ha inclòs les seves estrofes addicionals quan interpreta "A New England". L'any 2002 se li va dedicar un concert de record al Royal Festival Hall de Londres, on van tocar músics que havien treballat amb ella o que n'havien rebut influències. L'any 2010, es va fer un concert semblant el dia del seu aniversari a l'O2 Shepherd's Bush Empire, per ajudar la seva organització caritativa preferida, el Fons Musical per a Cuba.
El 2001, es va col·locar un banc al costat de l'entrada sud a Soho Square de Londres en record seu, per la lletra d'una de les seves cançons més punyents: "One day I'll be waiting there / No empty bench in Soho Square" (Algun dia estaré esperant allà / No hi haurà un banc buit a Soho Square). Cada any, el diumenge més proper a l'aniversari de MacColl, el 10 d'octubre, es reuneixen fans de tot el món en aquest banc per fer-li un homenatge i cantar les seves cançons.
MacColl ha continuat sortint als mitjans; el 2004 es va publicar Kirsty MacColl: The One and Only, una biografia de MacColl per Karen O'Brien. El 2005 es va publicar un triple CD que cobria la seva carrera des dels inicis titulat From Croydon to Cuba: An Anthology. Titanic Days es va reeditar el 2005 en una edició deluxe de 2 CDs, i Kite i Electric Landlady també es van remasteritzar i reeditar amb cançons addicionals. El seu primer àlbum, Desperate Character, es va publicar en CD per primer cop el 2012. El 7 d'agost de 2005, The Best of Kirsty MacColl, una recopilació en un disc que incloïa un "nou" senzill, "Sun on the Water", va debutar a les llistes britàniques al número 17, arribant al número 12 al cap d'una setmana.
La col·laboració de MacColl amb the Pogues, "Fairytale of New York", continua sent un èxit cada Nadal. Els anys 2004, 2005 i 2006, es va votar com a nadala preferida en una enquesta del canal musical VH1. La cançó es va reeditar al Regne Unit el desembre de 2005, i els beneficis es van repartir entre la campanya Justice for Kirsty i organitzacions caritatives per als sense casa. La reedició va arribar al número 3 de les llistes britàniques, i va estar-se cinc setmanes al top 75 durant l'època de Nadal i Cap d'Any. Va arribar al top 10 per tercera vegada en la seva història el 2006, arribant al número 6, i va tornar-hi el 2007. La cançó també ha fet el Top 20 durant els anys següents, i actualment ha estat més temps al top 20 que qualsevol altra. Amb l'excepció de les reedicions de 2005 i 2012, les aparicions en llistes de la cançó el segle XXI són degudes a les vendes online (que des de 2005 compten també a les llistes de senzills). El 2012 es va produir un senzill de 7" per celebrar el 25è aniversari de l'edició original, juntament amb una versió instrumental.

## Premis i nominacions
| Premi               | Any  | Nominació              | Categoria                  | Resultat | Ref.   |
| ------------------- | ---- | ---------------------- | -------------------------- | -------- | ------ |
| Premis Ivor Novello | 1992 | "Walking Down Madison" | Millor cançó contemporània | Nominat  | [ 32 ] |
| Premis Ivor Novello | 1995 | "Dear John"            | Obra més interpretada      | Nominat  | [ 33 ] |

## Discografia
- Desperate Character (1981)
- Kite (1989)
- Electric Landlady (1991)
- Titanic Days (1993)
- Tropical Brainstorm (2000)